# Justice in the World
Justice in the World – dokument powstały w roku 1971 podczas Synodu Biskupów uważany za jeden ważniejszych dokumentów nauczania społecznego Kościoła, w którym wyraźnie sformułowano potrzebę propagacji zasad sprawiedliwości jako części misji Kościoła. 
Ten krótki dokument zawiera 4 rozdziały:
- I.   Sprawiedliwość a społeczność świata (Justice and World Society)
- II.  Przesłanie Ewangelii i Misja Kościoła (The Gospel Message and the Mission of the Church)
- III. Praktyka sprawiedliwości (The Practice of Justice)
- IV.  Słowa nadziei (A Word of Hope).